# Marcelo Nicola
Pour les articles homonymes, voir Nicola.
Marcelo Patricio Nicola Virginio (né le 12 mai 1971 à Rafaela, dans la province de Santa Fe en Argentine) est un ancien joueur argentin de basket-ball, naturalisé espagnol, évoluant au poste d'ailier fort.

## Carrière
Marcelo Nicola commence sa carrière au Sport Club Santa Fe. Il rejoint le Tau Vitoria en 1989, intégrant les équipes de jeunes, puis signant un contrat professionnel en 1991, juste avant un intermède de quelques matchs au Long Island Surf. Il est sélectionné au 50e rang de la draft 1993 par les Rockets de Houston, mais il ne jouera jamais en NBA. Lors de la saison 1996-1997, Marcelo Nicola part au Panathinaïkos. Il revient en Liga ACB la saison suivante, au FC Barcelone. De 1998 à 2004, il évolue sous les couleurs du Benetton Trévise, remportant deux titres de champion d'Italie (2002 et 2003 et trois coupes d'Italie (2000, 2003 et 2004). En 2004, il signe avec le BK Kiev pour une saison. Marcelo Nicola dispute une dernière saison en 2005-2006, en Italie avec Mens Sana Basket et joue une rencontre avec Reggiana.
Depuis 2007, il est devenu entraîneur adjoint de l'équipe du Benetton Trévise.

### Équipe nationale
- International argentin de 1994 à 2001 :
  - Médaille d'argent au Tournoi des Amériques 1995

### Palmarès
- Finaliste de l'euroligue 2003 avec le Benetton Trévise
- Vainqueur de la coupe Saporta 1996 (Tau Vitoria) et 1999 (Benetton Trévise)
- Champion d'Italie 2002 et 2003
- Vainqueur de la Coupe d'Italie 2000, 2003 et 2004
- Vainqueur de la coupe du Roi 1995